# Дзержинський район (Волгоград)
Дзержинський район (рос. Дзержинский район) — один з районів Волгограда (Росія). Має розвинуті економічну та соціальна інфраструктуру, за кількістю торговельних підприємств район займає друге місце по місту (після Центрального).
Глава адміністрації — Сергій Валентинович Шошніков .

## Географія
Дзержинський район Волгограда межує з трьома районами міста, а також з Городіщенським районом Волгоградської області. Кордон з Центральним районом проходить по Другій поздовжній магістралі, з Ворошиловським — по річці Цариця, з Краснооктябрським — по лінії московського напрямку Приволзької залізниці.

## Історія
30 листопада 1930 — міське селище ім. Дзержинського перетворене в Дзержинський район.
2 квітня 1935 — створено Дзержинська районна Рада (район), що включає північну частину міста від Тракторного заводу до заводу металевих виробів включно.
14 травня 1936 — в результаті реорганізації Дзержинський район поділений на Дзержинський (58,6 тис. чол.), Краснооктябрський (54,5 тис. чол.), Барикадний (28,6 тис. чол) та Тракторозаводський (55,4 тис. чол) райони.
23 серпня 1942 — масоване бомбардування Сталінграда фашистською авіацією. У результаті її і наступних тривалих запеклих боїв район був сильно зруйнований (див. Сталінградська битва).
18 вересня 1942 — 30 січня 1943 — окупація району німецько-фашистськими військами, під час якої загинуло понад 10 тисяч мирних громадян.
Середина лютого 1943 року — початок відновлювальних робіт.
15 жовтня 1953 — скасований Дзержинський район з передачею території Сталінському району.
1959 — до складу Сталінграда включено селище Аеропорт.
15 липня 1969 — робітниче селище Гумрак Дубовського району включений в міську межу Волгограда.
11 грудня 1970 — утворений Дзержинський район, до якого відійшла територія Центрального району, розташована на захід від Другої поздовжної магістралі.
1977 — на місці пустирів почали забудовувати житловий масив Сім вітрів.

## Пам'ятки
- Пам'ятник-меморіал «Солдатське поле».[8]
- Пам'ятник — танк Т-34 «Челябінський колгоспник».
- Пам'ятник льотчикам Качинського училища.
- Місця бойової слави воїнів, загиблих при обороні Сталінграда.
- Музей авіації.
- Обласний музей гігієни та історії охорони здоров'я.
- Музей мір і ваг.

## Інфраструктура

### Автошляхи
В районі є велика транспортна розв'язка «Самарський роз'їзд». У районі проходять три найважливіші дороги: 2-а і 3-тя поздовжні магістралі, а також проспект ім. Жукова, що виходить на московську трасу. Третя поздовжна дорога з'єднує місто з містом Саратовом в північному і з містом Ростов-на-Дону в південному напрямках.

### Транспорт
- Трамвай за маршрутами № 2, 5, 6, 7, 10, 12.
- Тролейбус по маршрутах № 7, 10, 11, 15, 15а.
- Автобус міського сполучення за маршрутами № 6е, 21е, 59е, 77.
- Маршрутне таксі за маршрутами № 1, 2, 5, 6, 6а, 6к, 7а, 7к, 9, 10, 10а, 10с, 28, 33, 41, 44, 49, 50, 56, 59, 60а, 64а, 72, 80, 80а, 80б, 97, 98, 100, 110, 125, 149, 159, 159a, 199а.
- У Дзержинському районі також розташований міжнародний аеропорт «Волгоград».

### Торгові центри
- Торгово-розважальний комплекс «Парк Хаус»[9]
- Торговий центр «МЕТРО»
- Гіпермаркет «Real»[10]
- Гіпермаркет «Карусель»[11]
- «Оптовий продовольчий ринок»
- «Козачий ринок»
- «Качинський ринок»
- Гіпермаркет товарів для дому і саду «OBI»[12]
- Гіпермаркет електроніки «Ельдорадо»
- Комп'ютерний дискаунтер «Сітілінк»
- Торговий центр «Діамант — у мкр. Сім Вітрів»
- Торгово-розважальний комплекс КомсоМОЛЛ

### Найбільші центри охорони здоров'я
- Лікарняний комплекс
- Волгоградська обласна клінічна лікарня № 1
- МНТК «Мікрохірургія ока» (філія)
- Волгоградська обласна наркологічна лікарня
- Волгоградська Фармацевтична Фабрика

### Вищі навчальні заклади та професійні технічні училища
- Качинское вище військове авіаційне училище льотчиків — розформовано в 1988 році.
- Академія Міністерства внутрішніх справ РФ[13]
- Московський інститут міжнародних економічних відносин (філія)
- Волгоградський інститут бізнесу
- Міжнародний інститут економіки і права (філія)[14]
- Московський інститут економіки політики та права (філія)
- Волгоградський коледж бізнесу
- ГОУ СПО «Медичний коледж № 1, Волгоград»[15]
- Волгоградський соціально-педагогічний коледж[16]
- Волгоградський технологічний коледж[17]
- Волгоградський торговельно-економічний коледж
- Московський Гуманітарно-економічний інститут (Волгоградська філія)

### Промисловість
- ТОВ «Волгоградський Завод ваговимірювальної техніки»
- ВАТ «ВЕСТ-МД» (Волгоградський трубний завод)
- ВАТ «Волгоградський завод залізобетонних виробів № 1»
- АТ "Завод «Ахтуба»
- ТОВ «Волгоградський завод бурової техніки»
- ВАТ «Волгоградський моторобудівний завод»
- ЗАТ «Волгоградський завод транспортного машинобудування» (Тролейбусний завод)
- ТОВ «Завод Нафтогазмаш»
- АТЗТ "Мотороремонтний завод «Волгоградський»
- ЗАТ ВО «Завод силікатної цегли»
- ЗАТ «Завод силікатних та ізоляційних матеріалів»
- ТОВ «Домобудівний комбінат»
- ТОВ «Аврора-ЕЛМА»
- ЗАТ «ВААП» завод промислової хімії